# Square des Bouleaux
Le square des Bouleaux est une voie du 19e arrondissement de Paris, en France.

## Situation et accès
Le square des Bouleaux est une voie située dans le 19e arrondissement de Paris. Il débute au 64, rue de Meaux et se termine en impasse.

## Origine du nom
L'origine du nom de la rue n'est indiquée dans aucun des ouvrages consultés.

## Historique
La voie est créée sous le nom provisoire de « voie CI/19 » et prend sa dénomination actuelle par un arrêté municipal du 27 juillet 1990.